# Quatre Filles et un jean (film)
Pour les articles homonymes, voir Quatre Filles et un jean (homonymie).
Série Quatre Filles et un jean
Quatre Filles et un jean 2
(2008)
Pour plus de détails, voir Fiche technique et Distribution.
Quatre Filles et un jean (The Sisterhood of the Traveling Pants) est un film américain réalisé par Ken Kwapis et sorti en 2005. Il s'agit de l'adaptation du premier tome de la série Quatre Filles et un jean écrite par Ann Brashares.

## Résumé
Lena, Carmen, Bridget et Tibby se connaissent depuis leur plus jeune âge. En effet, leurs quatre mères prenaient ensemble des cours réservés aux femmes enceintes. Ainsi, les quatre héroïnes sont amies depuis toujours. Elles n'ont encore jamais passé un été séparées, mais cet été va être différent. Lena part chez sa famille, en Grèce, où elle va faire la connaissance de Kostos, charmant jeune homme qui va troubler sa vie. Carmen part voir son père en ignorant qu'il a prévu son mariage avec une femme qui a deux enfants. Bridget va dans un camp de football, sport pour lequel elle est extrêmement douée, et va s'enticher d'Eric...l'entraîneur, fruit défendu, leur relation va l'amener à se confronter à de vieux démons. Enfin, Tibby va rester seule à Bethesda, lieu de résidence des quatre adolescentes. Alors qu'elle est employée comme caissière, elle va faire la rencontre de Bailey, gamine de 12 ans atteinte d'un cancer, dont le caractère va la bouleverser. Un soir, la mère de Bailey appelle celle de Tibby. Celle-ci est bouleversée : ça y est, c'est la fin de Bailey...
Angoissées à l'idée de se séparer pour ces vacances, les amies de toujours trouvent un jean qui va à chacune d'elles, alors qu'elles ont des physiques bien différents. Elles concluent alors une sorte de pacte. Ainsi, elles vont s'envoyer le jean, à tour de rôle. C'est ce qui va les réunir pendant ces longues vacances qu'elles vont passer séparées...

## Fiche technique
- Titre : Quatre Filles et un jean
- Titre original : The Sisterhood of Traveling Pants
- Réalisation : Ken Kwapis
- Scénario : Delia Ephron, d'après le roman d'Ann Brashares
- Production : Debra Martin Chase (en), Denise Di Novi, Broderick Johnson et Andrew Kosove
- Musique : Cliff Eidelman
- Photographie : John Bailey
- Montage : Kathryn Himoff (de)
- Costumes : Lisa Jensen
- Pays de production :  États-Unis
- Format : Couleurs - 2,35:1 - 35 mm
- Genre : Comédie
- Durée : 117 minutes
- Date de sortie : 9 novembre 2005 (France)

## Distribution
- Amber Tamblyn (VF : Marjorie Frantz ; VQ : Camille Cyr-Desmarais) : Tibby Tomko-Rollins
- Alexis Bledel (VF : Noémie Orphelin ; VQ : Geneviève Désilets) : Lena Kaligaris
- America Ferrera (VF : Émilie Rault ; VQ : Éveline Gélinas) : Carmen Lowell
- Blake Lively (VQ : Karine Vanasse) : Bridget Vreeland
- Jenna Boyd (VQ : Claudia-Laurie Corbeil) : Bailey
- Bradley Whitford (VQ : Daniel Picard) : Al
- Nancy Travis (VQ : Anne Bédard) : Lydia Rodman
- Rachel Ticotin (VQ : Hélène Mondoux) : Cristina Lowell
- Mike Vogel (VQ : Philippe Martin) : Eric
- Michael Rady (VF : Xavier Thiam ; VQ : Martin Watier) : Kostos
- Leonardo Nam (VQ : Hugolin Chevrette) : Brian McBrian
- Maria Konstandarou : Yaya
- George Touliatos (de) : Papou
- Kyle Schmid : Paul Rodman
- Emily Tennant : Krista Rodman
- Jacqueline Stewart (en) : Mère de Lena

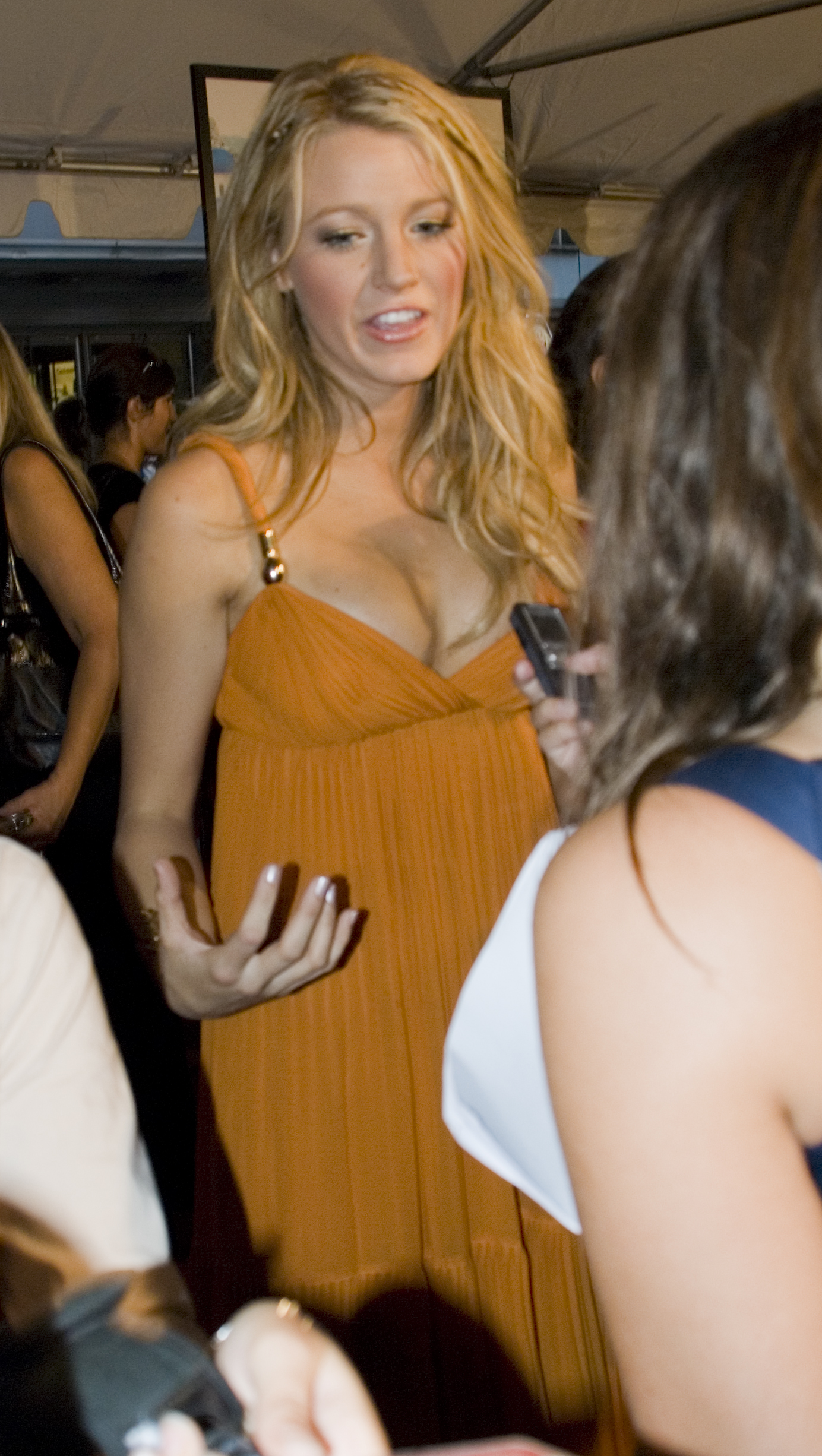
L'actrice Blake Lively à la première new-yorkaise du film en mars 2008.

- Sarah-Jane Redmond : Mère de Tibby
- Ernie Lively : Père de Bridget
- Kendall Cross : Mère de Bridget
- Beverley Elliot : Roberta